# Edith Burger
Edith Burger (Porrentruy, 5 juli 1906 - Lausanne, 28 juli 1948) was een Zwitserse pianiste en zangeres.

## Biografie

### Afkomst en opleiding
Edith Burger was een dochter van Théophile Burger, een horlogemaker. In 1928 trouwde ze met Adolphe Gisiger. Na haar schooltijd in Porrentruy studeerde ze piano aan het conservatiorium van Bazel en behaalde ze een onderwijzersdiploma.

### Carrière
Burger begon haar carrière met zanger René Bersin. Ze bracht tot 1940 zowel piano als zang op Radio-Lausanne en bij cabaretier Bersin. Vervolgens vormde ze van 1940 tot 1948 het duo Edith et Gilles, samen met dichter en zanger Gilles. Ze traden zowel op in Zwitserland als in het buitenland. Op Radio-Lausanne begeleidde ze ook Philippe Soguel en Pierre Dudan.